# Dési Bouterse
Desiré "Desi" Delano Bouterse (født 13. oktober 1945, død 23. december 2024) var en surinamsk militærofficer og politiker. Han var fra 1980 til 1990'erne en central figur i militærstyret i Surinam. Fra 2010 til 2020 var han landets præsident.